# Dasypoda morotei
Dasypoda morotei är en biart som beskrevs av Quilis 1928. Dasypoda morotei ingår i släktet byxbin, och familjen sommarbin. IUCN kategoriserar arten globalt som livskraftig. Inga underarter finns listade i Catalogue of Life.